# Hannaea arcus
Hannaea arcus (syn. Fragilaria arcus) –  gatunek okrzemek występujących w strumieniach i rzekach w terenach górzystych, także w obszarach krzemianowych miejscami często i licznie.

## Morfologia
Pancerzyki zarówno widziane z góry, jak i z boku łukowate. Długość ok. 15–150 μm, szerokość ok. 4–8 μm. Prążki 13–18 w 10 μm, niewyraźnie punktowane. Pole osiowe liniowe i wyraźnie wąskie, podczas gdy pola środkowego brak lub dzięki słabiej wyrażonym prążkom zaznaczone. W widoku od strony okrywy od środka po mniej lub bardziej główkowato wyciągnięte końce, najczęściej stopniowo zwężone. Strona dorsalna najczęściej równomiernie wypukła, łukowata, a strona wentralna wklęsła z charakterystycznym wybrzuszeniem w środku, po obu stronach tego wybrzuszenia wcięta, tak że u bardzo krótkich osobników strona wentralna może się składać z trzech jednakowych fal.

## Ekologia
Gatunek kosmopolityczny, choć nienotowany w Antarktyce i Australii. Toleruje jedynie wody o słabym, naturalnym zakwaszeniu. W szybko płynących wodach górskich ten gatunek, uważany za oligosaprobionta, potrafi tolerować silniejsze zanieczyszczenia. Na nizinach, generalnie w wodach stojących, stwierdzany bardzo rzadko i tylko pojedynczo. Posiadają szeroką amplitudę tolerancji odnośnie do zawartości wapnia. W Stanach Zjednoczonych występuje głównie chłodnych ciekach górskich.
W polskim wskaźniku okrzemkowym do oceny stanu ekologicznego rzek (IO) uznany za gatunek referencyjny zarówno dla rzek o podłożu węglanowym, jak i krzemianowym. Przypisano mu wartość wskaźnika trofii równą 1, natomiast wskaźnika saprobii 1,5, co odpowiada preferencjom do wód mało zanieczyszczonych

## Gatunki podobne
Podobne taksony: rzadko w różnych wodach stojących obserwowana Fragilaria cyclopum (Brutschy) Lange-Bertalot wykazuje podobne słabe łukowate zakrzywienie okryw, nie posiada jednak brzuchowatego rozszerzenia w środku okrywy.